# Jean-François Domergue
Jean-François Domergue (ur. 23 czerwca 1957 roku w Bordeaux), były francuski piłkarz występujący na pozycji defensywnego pomocnika. Z reprezentacją Francji, w barwach której rozegrał 9 meczów i strzelił 2 gole (oba w meczu z Portugalią), w 1984 roku zdobył mistrzostwo Europy. Po zakończeniu kariery został trenerem i prowadził Le Havre AC oraz Montpellier HSC.